# Kingsville (Texas)
Kingsville es una ciudad ubicada en el condado de Kleberg en el estado estadounidense de Texas. En el Censo de 2010 tenía una población de 26.213 habitantes y una densidad poblacional de 730,49 personas por km².

## Geografía
Kingsville se encuentra ubicada en las coordenadas 27°30′33″N 97°51′40″O / 27.50917, -97.86111. Según la Oficina del Censo de los Estados Unidos, Kingsville tiene una superficie total de 35.88 km², de la cual 35.82 km² corresponden a tierra firme y (0.17%) 0.06 km² es agua.

## Demografía
Según el censo de 2010, había 26.213 personas residiendo en Kingsville. La densidad de población era de 730,49 hab./km². De los 26.213 habitantes, Kingsville estaba compuesto por el 78.4% blancos, el 4.39% eran afroamericanos, el 0.67% eran amerindios, el 2.67% eran asiáticos, el 0.13% eran isleños del Pacífico, el 11.23% eran de otras razas y el 2.51% pertenecían a dos o más razas. Del total de la población el 71.44% eran hispanos o latinos de cualquier raza.